# Vensecar Internacional
Vensecar Internacional (mã IATA = V4, mã ICAO = VEC) là hãng hàng không vận chuyển hàng hóa của Venezuela, trụ sở ở Caracas. Hãng có các tuyến đường vận chuyển hàng hóa trong khu vực.

## Lịch sử
Vensecar Internacional được thành lập năm 1996, do Jose Henrique D'Apollo sở hữu 51% và công ty DHL 49%.

## Các nơi đến
(Tháng 1/2005): 
- Antille thuộc Hà Lan

- Curaçao

- Barbados
- Colombia

- Bogotá

- Cộng hòa Dominican

- Santo Domingo

- Hoa Kỳ

- Miami

- Lesser Antilles

- Aruba

- Panama

- Thành phố Panama

- Trinidad và Tobago

- Port of Spain

## Đội máy bay
(Tháng 1/2005):
- 2 ATR 42-300
- 1 Boeing 727-100F
- 2 Boeing 727-200F